# Supersypnoides macrophthalma
Supersypnoides macrophthalma là một loài bướm đêm trong họ Noctuidae.